# Joseva Talacolo
Joseva Talacolo, född 1 april 1997, är en fijiansk rugbyspelare. Han ingick i det fijianska lag som tog silver i sjumannarugby vid OS 2024 i Paris.